# هکینگهام
هکینگهام (به انگلیسی: Heckingham) یک روستا و محله مدنی در بریتانیا است که در South Norfolk واقع شده‌است. هکینگهام ۴٫۴۶ کیلومتر مربع مساحت و ۱۷۹ نفر جمعیت دارد.